# 中國—馬里關係

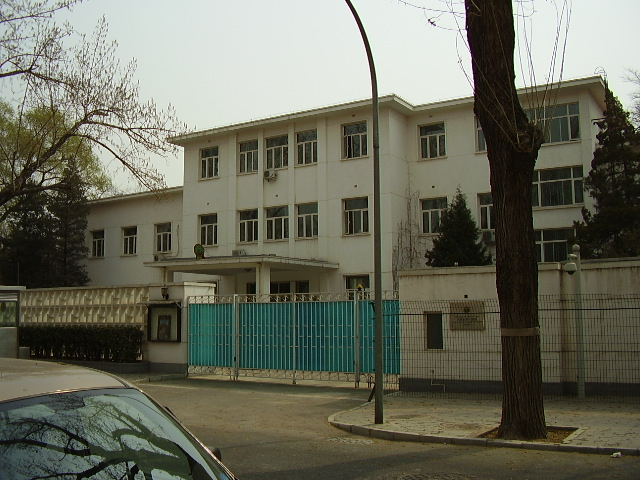
馬里駐華大使館

中國—馬里關係（法語：Relations entre la Chine et la Mali）是指中华人民共和国與馬里之間的双边關係，兩國於1960年10月25日建交。

## 历史沿革
1960年，馬利聯邦脱离法国独立，同年6月19日，中华人民共和国承认马里，但当时的马里已经与退守至臺灣的中華民國建交。不久后，联邦成员塞內加爾和蘇丹出现政治分歧，导致联邦解体，脱离法兰西共同体的苏丹易名为“马里”，亲社会主义的莫迪博·凱塔成为马里首任总统，开始积极发展与共产主义国家的外交关系。与此同时，中华人民共和国政府亦派出驻几内亚大使柯华前往马里首都巴马科就两国建交之事宜进行了谈判，随后，马里即于同年10月25日承认中华人民共和国并与之建交，此后两国关系友好稳定发展。
1971年10月25日，在第26屆聯合國大會上马里参与提出了「恢復中華人民共和國在聯合國的合法權利」，並支持中华人民共和国加入联合国。
2010年10月25日，中华人民共和国主席胡锦涛与马里共和国总统阿马杜·图马尼·杜尔互致贺电，热烈庆祝两国建交50周年。
2024年9月2日，两国建立战略伙伴关系。

## 经贸关系

### 双边贸易
1961年2月，中国与马里签订了货物交换和支付协定；1978年10月，签订贸易协定，为双边贸易的进一步发展提供了法理依据。
据中华人民共和国海关总署统计，2020年，中國、馬里双边贸易额达到6.37亿美元，同比2019年增长了7%，其中，中国向马里出口额4.68亿美元，同比增长7.7%，中国的主要出口产品包括车辆及零部件、电机设备、通讯设备、茶叶、药品、轻工日用品等。中国从马里的进口额为1.69亿美元，同比2019年增长了5.4%，主要进口棉花、芝麻等农产品。

### 投资
2009年2月，中国与马里签订了双边投资保护协定，并于同年7月生效。
根据中国商务部统计，2020年中国对马里直接投资流量1804万美元，同比2019年下降了2.4%。截至2020年底，中国对马里直接投资存量为3.08亿美元。涉及领域有农业、加工业、制药、酒店、超市业等。截至2020年底，马里在华投资存量125万美元，暂未有新增投资。
從2000年至2012年，共有約20個中國對馬里的正式發展援助計劃。 這些計劃總值750億西非法郎，包括於2007年建設一條巴馬科第三大橋。

## 图库

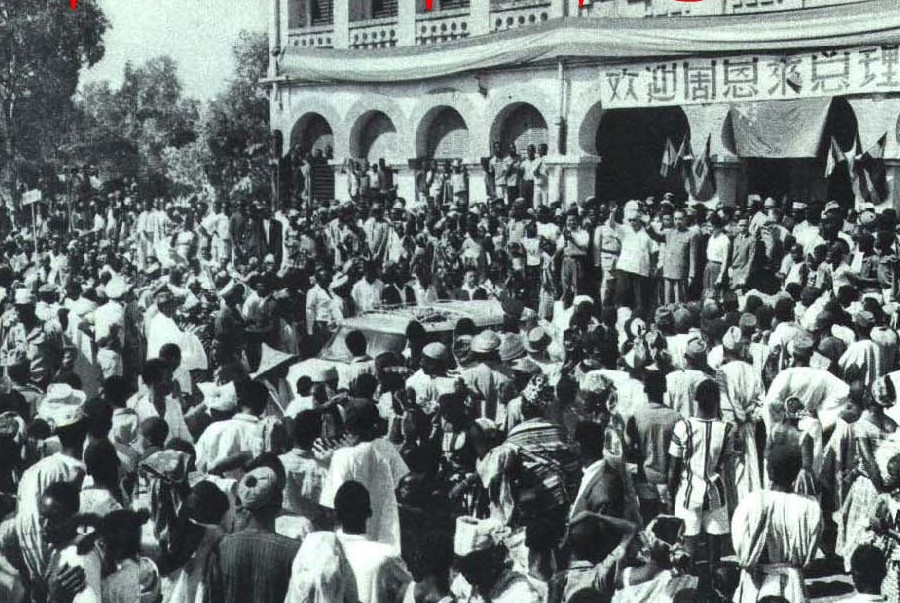
1964年1月16日 中国访问马里
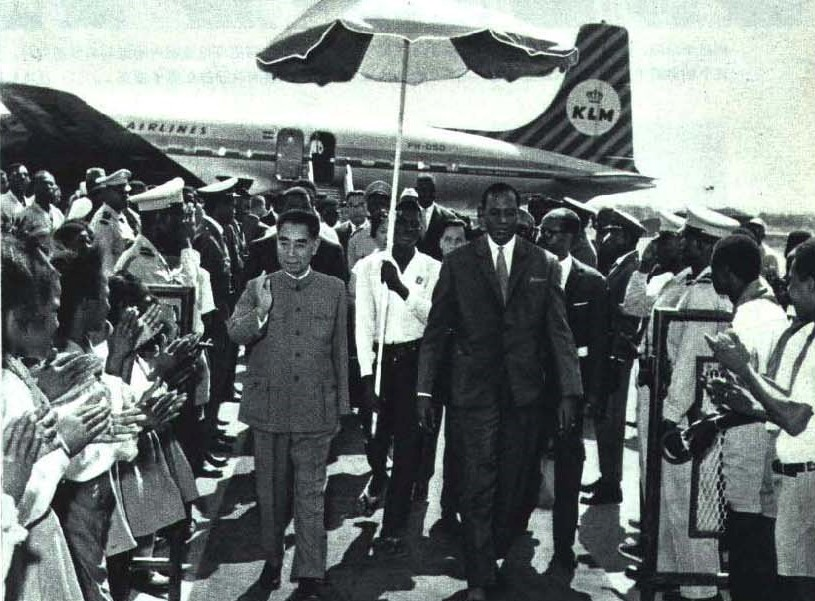
1964年1月16日 中国访问马里 周恩来与莫迪博·凯塔总统
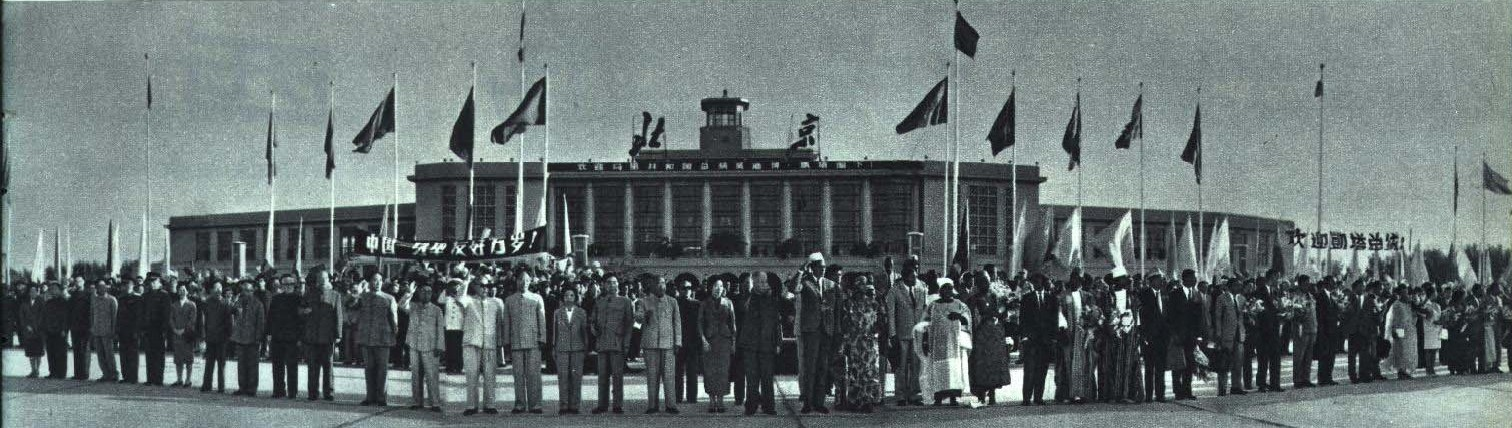
1964年9月29日 马里总统莫迪博·凯塔访问中国
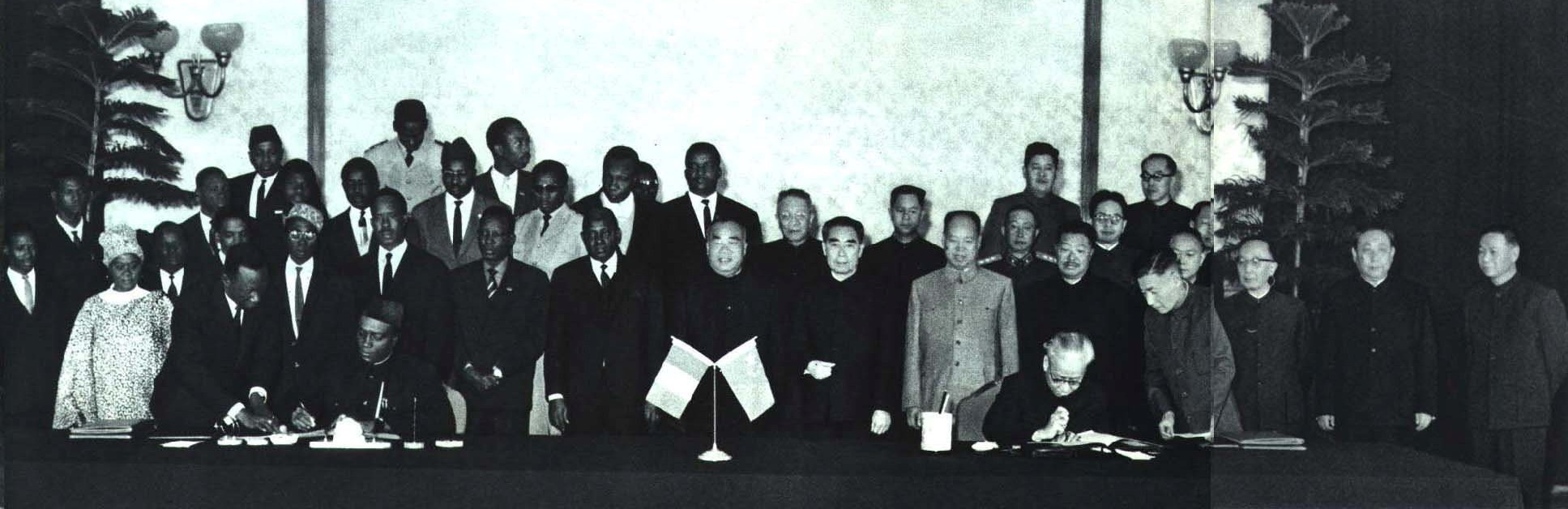
1964年11月3日 中华人民共和国与马里签署共同声明